# Saint-Martin-d'Hères
Saint-Martin-d'Hères é uma comuna francesa na região administrativa de Auvérnia-Ródano-Alpes, no departamento de Isère.

## História
A comuna foi criada por volta de 1100 no local onde encontrava-se uma igreja dedicada a São Martinho. Durante a Idade Média, foi administrada ora pelos lordes do Castelo de Gières, ora pelo bispado de Grenoble, que possuíam disputas senhorias e religiosas entre si. A cidade foi uma área rural até o século XIX, quando viu seus primeiros desenvolvimentos industriais com estradas e ferrovias. Nos anos 50 e nos anos 60 a cidade vivenciou uma "nova era", com expansão demográfica significativa devido à inauguração da Universidade de Grenoble.
A cidade é limitada ao norte pelo rio Isère, sendo localizada em uma região historicamente propensa a enchentes causadas por ele, bem como pelas vertentes Mogne e Sonnant. As enchentes foram controladas com a construção de diques e a canalização do Mogne e do Sonnant.
| População de Saint-Martin-d'Hères (1793 – 2014) | População de Saint-Martin-d'Hères (1793 – 2014) | População de Saint-Martin-d'Hères (1793 – 2014) | População de Saint-Martin-d'Hères (1793 – 2014) | População de Saint-Martin-d'Hères (1793 – 2014) | População de Saint-Martin-d'Hères (1793 – 2014) | População de Saint-Martin-d'Hères (1793 – 2014) | População de Saint-Martin-d'Hères (1793 – 2014) | População de Saint-Martin-d'Hères (1793 – 2014) | População de Saint-Martin-d'Hères (1793 – 2014) | População de Saint-Martin-d'Hères (1793 – 2014) | População de Saint-Martin-d'Hères (1793 – 2014) |
| ----------------------------------------------- | ----------------------------------------------- | ----------------------------------------------- | ----------------------------------------------- | ----------------------------------------------- | ----------------------------------------------- | ----------------------------------------------- | ----------------------------------------------- | ----------------------------------------------- | ----------------------------------------------- | ----------------------------------------------- | ----------------------------------------------- |
| 1806                                            | 1821                                            | 1831                                            | 1841                                            | 1851                                            | 1861                                            | 1872                                            | 1881                                            | 1891                                            | 1901                                            | 1911                                            | 1921                                            |
| 616                                             | 760                                             | 726                                             | 1 107                                           | 1 040                                           | 1 066                                           | 1 325                                           | 1 546                                           | 1 641                                           | 1 776                                           | 1 988                                           | 2 508                                           |
| 0,3%                                            | 23,4%                                           | 4,5%                                            | 52,5%                                           | 6,1%                                            | 2,5%                                            | 24,3%                                           | 16,7%                                           | 6,1%                                            | 8,2%                                            | 11,9%                                           | 26,2%                                           |
| 1962                                            | 1968                                            | 1975                                            | 1982                                            | 1990                                            | 1999                                            | 2006                                            | 2011                                            | 2014                                            |                                                 |                                                 |                                                 |
| 14 453                                          | 33 605                                          | 38 052                                          | 35 188                                          | 34 341                                          | 35 777                                          | 35 217                                          | 37 126                                          | 38 100                                          |                                                 |                                                 |                                                 |
| 111,3%                                          | 132,5%                                          | 13,2%                                           | 7,5%                                            | 2,4%                                            | 4,2%                                            | 1,6%                                            | 5,4%                                            | 2,6%                                            |                                                 |                                                 |                                                 |

## Educação
O campus principal da Universidade de Grenoble, o Domaine Universitaire de Grenoble, é um centro de educação superior da região localizado na comuna de Saint-Martin-d'Hères. A universidade possui um centro de ensino de idiomas, o Centre universitaire d'études françaises (CUEF), que oferece cursos de francês como segunda língua a intercambistas.